# هرزنامه در وبلاگ‌ها
هرزنامه در وبلاگ ها (که به آن‌ها هرزنامهٔ وبلاگ، هرزنامهٔ نظر یا هرزنامهٔ اجتماعی هم گفته می‌شود) گونه‌ای از هرزنامه است. (توجه کنید که هرزنامه وبلاگ معنای دیگری هم دارد، به این معنی که پست یک وبلاگ‌نویس که پست‌هایی را ایجاد می‌کند که ارزش افزاینده ای برای آنها ندارد تا آنها را به سایت‌های دیگر بفرستد) این کار با فرستادن نظرهای تصادفی (عموما به شکل اتوماتیک)، کپی کردن مواردی که از جای دیگر که اصل نیستند، یا تبلیغ خدمات تجاری به وبلاگ‌ها، ویکی‌ها، کتاب‌های مهمان یا سایر تابلوهای گفتو گویی آنلاین قابل دسترسی برای همه هستند. هر برنامه وب که لینک‌های فرستاده شده توسط بازدید کنندگان را قبول می‌کند و نشان می‌دهد امکان دارد هدف اصلی باشد.
اضافه کردن لینک‌هایی که اشاره می‌کنند به وب سایت فرستندهٔ هرزنامه به‌طور مصنوعی موتور جست و جو سایت رو در در برخی اوقات بالا می‌برند و ارزش نشانی سایت اینترنتیش رو به ارزش ضمنی خودش کمک می‌کند. یه نمونه الگوریتم رتبه صفحه است که با جستوجوی گوگل استفاده می‌شود. یک افزایش رنک بندی اغلب اوقات باعث می شودکه سایت تجاری هرزنامه برای جستوجوهای ویژه از سایتهای دیگر لیست شود و شمار بازدید کنندگان ویژه و پرداخت مشتری‌ها بیشتر شود.

## تاریخچه
این نمونه از اسپم اصالتا در کتابهای مهمان اینترنتی نمایان می‌شود، در جایی که اسپم نویسان به‌طور تکراری یک دفترچه مهمان را با لینک‌هایی به سایت‌های خود و نظرهای بی ربط پر می‌کردند تا رتبه‌بندی موتورهای جستجوی خود را افزایش دهند. اگر یک نظر واقعی داده شود، اغلب فقط «صفحه جالب»، «وب سایت خوب» یا کلمات کلیدی پیوند اسپم شده‌است.
در ۲۰۰۳، هرزنامه نویسان شروع کردند به استفاده کردن از مزیت باز بودن نظرها در نرم‌افزار وبلاگ‌نویسی مانند مووبل تایپ. با قرار دادن تکراری نظرها در پست‌های وبلاگ‌های مختلف که چیزی جز لینکی به وب‌سایت تجاری هرزنامه‌نویس ارائه نمی‌داد. Jay Allen یک افزونه رایگان را به نام MT-BlackList برای ابزار وبلاگ نوع متحرک (نسخه‌های قبل از ۳٫۲) ایجاد کرد که سعی در کم کردن این مشکل داشت. بیشتر بسته‌های وبلاگ‌نویسی هم‌اکنون روش‌هایی را برای جلوگیری کردن یا کم کردن اثر هرزنامه‌های وبلاگ به دلیل شیوع آن دارند، اگرچه هرزنامه نویسان نیز ابزارهایی را برای دور زدن آنها توسعه داده‌اند. بسیاری از هرزنامه نویسان از ابزارهای مخصوص ارسال هرزنامه وبلاگ مانند ارسال کننده ردیابی برای دور زدن حفاظت از هرزنامه نظرها را در سیستم‌های وبلاگ‌نویسی محبوب مانند موویبل تایپ, وورد پرس و غیره استفاده می‌کنند.
عبارت‌های دیگری که معمولاً در محتوای نظرها به کار برده می‌شود می‌تواند کپی نظرهای سایر وب سایت‌ها، «مقاله خوب»، بخش‌های دزدیده شده از کتاب‌ها، جملات ناتمام، کلمات مزخرف (معمولاً برای از بین بردن محدودیت حداقل طول نظر) یا همان پیوند تکراری باشد.

## پیاده‌سازی‌های خاص برنامه
محصول‌های نرم‌افزاری رایجی به خصوص مثل موویبل تایپ و مدیا ویکی اقدام‌های ضد هرزنامه را گسترش داده یا شامل می‌شوند، چون که هرزنامه نویسان به دلیل شیوع آن‌ها در اینترنت، بیشتر بر روی هدف قرار دادن آن پلتفرم‌ها تمرکز می‌کنند. لیست‌های سفید و لیست‌های سیاه که از پست کردن IPهای خاص جلوگیری می‌کنند، یا افراد را از ارسال محتوایی که با فیلترهای خاص منطبق است بازمی‌دارند، دفاع متداول هستند، گرچه بیشتر نرم‌افزارها تمایل دارند از ترکیبی از انواع تکنیک‌های متنوع که در زیر استناد شده‌است به کارگیرند.
هدف در هر راه حل ویژه این است که به کاربرهای قانونی اجازه داده شود تا نظرهای خود را ارسال کنند (و اغلب حتی لینک‌هایی به نظرهای خود اضافه کنند، زیرا بعضی آن را جنبهٔ ارزشمندی از هر بخش نظرها می‌دانند، زمانی که لینک‌های مرتبط یا مرتبط با مقاله یا محتوا) در حالی که از مشاهده کلیه لینک‌های هرزنامه یا نظرهای نامربوط برای مالک و بازدیدکنندگان سایت جلوگیری می‌کند.